# Ötvös Zoltán
Ötvös Zoltán (Budapest, 1973. március 13. –) Munkácsy Mihály-díjas magyar festőművész, grafikus, egyetemi docens.

## Életpályája
1994 és 1999 között a Magyar Képzőművészeti Főiskolán végezte tanulmányait, ahol mesterei Dienes Gábor és Gaál József voltak. 2000-ben a Marseille-i Képzőművészeti Egyetemen tanult ösztöndíjasként. 2000–2001-ben a Eötvös József Általános Iskolában rajzot tanított. 2002–2005 között Derkovits-ösztöndíjas volt, illetve 2003-ban Gyergyószárhegyon festett a Budapest Galéria „artist in residency” ösztöndíj programjában. 2011-ben – elnyerve a Római Magyar Akadémia ösztöndíját – Rómában alkotott. 2006 óta oktat a Magyar Képzőművészeti Egyetemen. 2011-ben DLA fokozatot szerzett. 2017-től osztályvezető tanár, 2019-ben habilitált, 2019 óta a Festő Tanszék tanszékvezetője. 
1999 óta folyamatosan kiállít Magyarországon és külföldön.

## Díjai, elismerései
- Gruber Béla-díj (1997)
- Corvina-díj (1998)
- Derkovits Gyula képzőművészeti ösztöndíj (2002)
- Budapest Galéria ösztöndíj - Gyergyószárhegy (2003)
- Műcsarnok díj (2004)
- HVB Bank díj (2004)
- Római Magyar Akadémia ösztöndíja (2011)
- Munkácsy Mihály-díj (2016)

## Egyéni kiállításai
- 2023 Stop-time, Neon Galéria, Budapest
- 2021 Eladó lakás Neon Galéria, Budapest
- 2021 Ezidőtájt Vörös Kápolna, Balatonboglár
- 2019 Random Neon Galéria, Budapest
- 2017 Monológ I-II Fészek Galéria - Neon Galéria
- 2015 EXPO 2015 Percorso Museale-Camponovo Monte-Varese
- 2015 Harkály kopogtat valahol Neon Galéria, Budapest
- 2015 Balaton-Bakony Törökház, Alsóörs
- 2014 Fa-Víz Kép Fészek Galéria, Budapest
- 2013 Hegy-Víz Kép Kultúra Háza, Balatonkenese
- 2012 Emlékezz az utazásra!, Budapest
- 2010 Esthajnalcsillag Dovin Galéria, Budapest
- 2008 Zárvány Fészek Galéria
- 2008 Veduta Dovin Galéria, Budapest
- 2008 Hungarian Galleries - Dovin Párizsi Magyar Intézet, Párizs
- 2006 Mohács Dovin Galéria, Budapest
- 2003 Peugeot 205 Pécsi Képtár, Pécs
- 2003 Apokalipszis Fészek Galéria, Budapest
- 2002 Szélcsend Dovin Galéria, Budapest
- 2002 Villa Cora Herman terem, Fészek Galéria, Budapest

## Művészetéről írt könyvek
- Farkas Zsolt: Hotel Triglav 2010
- Hemrik László: Random 2019